# Скиф (князь)
Скиф — легендарный эпоним и прародитель скифов в легендарно-историческое сочинении XVII века «Сказание о Словене и Русе и городе Словенске».

## Сказание о Словене и Русе
В новгородском «Сказание о Словене и Русе и городе Словенске» рассказывается, что правнуки Иафета Скиф и Зардан (Казардан) ушли из своей земли в западных странах и ушли на север, где поселились «во Ексинопонте». Там они прожили долгую жизнь и их род разошёлся по этой территории, которую, в честь прародителя, назвали Скифией. Выходцами из Скифии «Сказание…» называет Словена, Руса, Болгара, Комана и Истра.
Сказание наследует традицию «Повести временных лет», которая согласно своим византийским и античным источникам называет Северное Причерноморье, где расселяются славяне — потомки Иафета, Великой Скифией. Это именование дало возможность составителю Сказания объявить прародителей средневековых народов Восточной Европы — братьев Словена, Руса, Болгара (предка волжских болгар), Комана (предка куманов-половцев), Истера и хозар — принадлежащими к роду Скифа, правнука Иафета.

## Иоакимовская летопись
Иоакимовская летопись, спорный источник обнаруженный или подделанный историком В. Н. Татищевым, рассказывает схожую историю.
Скиф — брат, а не отец Словена. Он также потомок Иафета, с братом много воевал на востоке, после чего ему пришлось сдвинуться на запад. Но, в то время как Словен ушёл на север, Скиф остался у Понта, от его имени так же выводится название Скифии. Он живёт за счёт скотоводства и грабительства.